# 小行星18059
小行星18059（18059 Cavalieri）是一颗绕太阳运转的小行星，为主小行星带小行星。该小行星于1999年12月15日发现。

## 轨道参数
小行星18059的轨道半长轴为2.6955459 UA，离心率为0.061。